# Ash (Dover)
Ash est une paroisse civile et un village du Kent, en Angleterre.